# 廣川明美
廣川 明美（ひろかわ あけみ、1983年1月1日 - ）は、日本のフリーアナウンサー。元青森テレビ(ATV)・新潟総合テレビ(NST)アナウンサー。

## 経歴
詳細は基礎情報を参照。
- 新潟明訓高等学校、法政大学国際文化学部卒業。大学時代はチアリーダーを務めていた。
- 2005年4月ATVにアナウンサーとして入社。
- しかしその翌年、彼女の地元民放のNSTのアナウンサー中途入社募集に応募し、同募集にて採用され、地元愛着度が強いこともあり、僅か1年3か月でATVを退社し、早々と2006年7月からNSTに移籍。2015年6月まで、同局のアナウンサーとして勤めていた[1]。
- 2008年4月〜2011年7月(地上アナログテレビ放送終了)の間、同局の地上デジタル放送推進大使を務めていた。[2]
- 2012年2月、『第28回FNSアナウンス大賞』にて、番組部門のアナウンス賞を受賞した[3]。
- 2015年12月にプロ野球選手の松坂大輔の実弟で、廣川とは法政大学の同級生である松坂恭平と結婚した[1]。

## 人物・エピソード
- 趣味：スポーツ観戦、ショッピング、映画鑑賞、キャッチボール。
- 特技：チアリーディング、ダンス、足の小指だけを動かすこと。
- 大学時代はチアリーダーを務めていた。
- 『スマイルスタジアムNST』で毎年7月に行っている「アイビス・アナウンサー・ダッシュ」[4]では、入社以来毎年連続最下位であったが、2009年度はハンディーをもらいながらも、強豪の一般参加者を相手に健闘し、NSTアナウンサーでは最高位の4位と最下位をようやく脱出した。更に、2010年7月の『FNSの日26時間テレビ2010超笑顔パレード 絆 爆笑!お台場合宿!!』では、三輪車レースの新潟NST代表の1人として参加し、28組中第7位と健闘した。かつては毎年5月および10月のローカル競馬中継進行役を務めていたり、更に、NSTのアナウンサー時代には、JRA新潟競馬場の女子アナ勝ち馬予想のイベントには、必ずNST代表で出演していた。
  - 『スマイルスタジアム』の競走馬命名プロジェクトにはスタッフに内緒で応募しており、第4弾では廣川が応募した「ヒッショースマイル」が牝馬1頭に命名された。これは命名後にブログで報告しており、記事最後の署名もこの回だけ変えた（通常は本名）。

## 出演番組
- 八千代コースター(NST)
- 豊島心桜の若手社員さん質問です!(NST)

## 過去の出演番組

### ATV
- おしゃべりハウス - レポーター
- ATVニュース(交代制)
- いちじまえ

### NST
- NSTスーパーニュース - キャスター
- スマイルスタジアムNST
- NSTみんなのKEIBA - MC
- TVウォッチング
- FNNスピーク - ローカルニュース&お天気キャスター
- NSTスーパーニュース - お天気キャスター、リポーター
- NSTゴールデンニュース
- NSTスーパーニュース - (日曜日)ニュース&お天気キャスター
- 産経テレニュースFNN - (日曜日)ニュースキャスター
- イベントナビ - (日曜日)ナビゲーター
- NSTニュース3:57
- FNSの日26時間テレビ2010超笑顔パレード 絆 爆笑!お台場合宿!!(2010年7月24〜25日、フジテレビ系。新潟代表出演。[5])
- めざましテレビ公認 わがまま!気まま!旅気分
  - 2006年11月「ふれあい・ぬくもり佐渡紀行」(BSフジにて同月11日放送)
  - 2007年10月「越後の魅力再発見! ふれあい旅紀行」(BSフジにて同月13日放送)
  - 2010年7月「魅力満載! 越後は、見所、お宝いっぱい!」(BSフジにて同月24日、NSTで同月31日に放送。当時NSTアナだった市野瀬瞳アナウンサーと共演)
  - 2011年7月「まるごと越後の旅」(BSフジにて同月23日、NSTで同月31日に放送。アンナ・エルショワと共演)
- 「スマイル・これダネッ!」(NST・NBSの共同制作の特別番組)
  - 2008年(2008年11月3日生放送、NST・NBS開局40周年記念特番扱い。長野県内からの中継にて出演。)
  - 2009年(2009年10月30日放送。NST代表の1人として出演。)
  - 2011年「信越縦断!うまい道の駅の旅」(2011年10月29日放送。NBSアナの平松奈々、当時NBSアナの岸田麻未、当時NSTの市野瀬瞳、タレントのバービー(フォーリンラブ)、ふかわりょう、楽しんごと共演。)

## 青森テレビでの同期入社
- 安藤あや菜
- 駒井亜由美